# ميخائيل إسكس
ميخائيل إسكس (بالإنجليزية: Michael Essex)‏ هو لاعب اتحاد الرغبي نيوزيلندي، ولد في 9 يوليو 1985 في Ruislip ‏ في المملكة المتحدة.